# Clistosaccidae
Clistosaccidae är en familj av kräftdjur. Enligt Catalogue of Life ingår Clistosaccidae i ordningen Akentrogonida, klassen Maxillopoda, fylumet leddjur och riket djur, men enligt Dyntaxa är tillhörigheten istället ordningen rotfotingar, klassen Maxillopoda, fylumet leddjur och riket djur. Enligt Catalogue of Life omfattar familjen Clistosaccidae 2 arter. 
Kladogram enligt Catalogue of Life och Dyntaxa:
| Clistosaccidae | \| \| Clistosaccus \| \| \| \| \| \| Sylon \| \| \| \| |
|                | \| \| Clistosaccus \| \| \| \| \| \| Sylon \| \| \| \| |
|                | Chthamalophilidae                                      |
|                |                                                        |
|                | Duplorbidae                                            |
|                |                                                        |
|                | Mycetomorphidae                                        |
|                |                                                        |
|                | Thompsoniidae                                          |
|                |                                                        |
|                | Clistosaccus                                           |
|                |                                                        |
|                | Sylon                                                  |
|                |                                                        |

|  | Clistosaccus |
|  |              |
|  | Sylon        |
|  |              |

## Bildgalleri

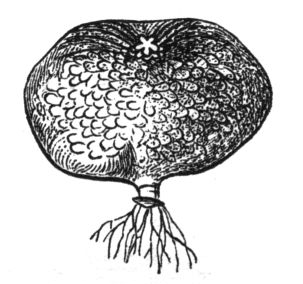